# Piri & Tommy
Piri & Tommy sind ein britisches Dance-Pop-Duo aus Manchester. Mit On & On hatten sie Ende 2022 einen kleineren Hit.

## Bandgeschichte
Tommy Villiers produzierte Drum-and-Bass-Musik seit er 17 Jahre alt war. Er war Mitglied von Porij, als er Sophie McBurnie alias Piri kennenlernte. Sie wurden ein Paar und er verließ die Band, um gemeinsam mit ihr Musik zu machen. Als erstes veröffentlichten sie 2021 den Dance-Track It’s a Match. Bereits mit dem Nachfolger Soft Spot hatten sie einen TikTok-Hit, der ihnen einen Plattenvertrag mit EMI brachte.
Sie veröffentlichten weitere Singles mit Remixes und im Oktober 2022 das Mixtape Froge.mp3. Es erreichte Platz 13 der Dance-Charts, auch dank des darauf enthaltenen Songs On & On. Er schaffte kurzzeitig den Einstieg in die offiziellen Singlecharts auf Platz 99. Zum Jahresbeginn wurden sie in die Nominierungsliste des Sound of 2023 der BBC aufgenommen.
Allerdings war zu dem Zeitpunkt bereits ihre Beziehung in die Brüche gegangen, obwohl sie musikalisch weiterhin zusammenarbeiteten. Sie veröffentlichten eine Reihe weiterer Songs und 2024 die EP About Dancing, ohne aber einen weiteren Charterfolg zu haben. Gleichzeitig machte Piri auch Aufnahmen mit anderen Künstlern.

## Mitglieder
- Sophie Leigh McBurnie
- Tommy Villiers

## Diskografie
Alben
- Froge.mp3 (Mixtape, 2022)
- About Dancing (EP, 2024)

Lieder
- It’s a Match (2021)
- Soft Spot (2021)
- Beachin’ (2022)
- Words (2022)
- On & On (2022)
- Unlock It (2022)
- Feel It (MJ Cole featuring Piri & Tommy, 2023)
- Updown (2023)
- Nice 2 Me (2023)
- Lovergirl (2023)
- Bluetooth (2023)
- Christmas Time (2023)
- 99% (2024)
- Dog (2024)